# Cox's Emperor
Cox's Emperor es una variedad cultivar de ciruelo (Prunus domestica), de las denominadas ciruelas europeas,
una variedad de ciruela se originó en Denbigh en el condado de Denbighshire, en el Norte de Gales (Reino Unido), entre finales del siglo XVIII e inicios del siglo XX.
Las frutas tienen un tamaño grande, con un color de piel blanquecino con tintes de púrpura que no cubren la superficie en su totalidad, salpicado de pruina fina blanquecina, puntos numerosos, pequeños, motas doradas, y pulpa de color ambarino, textura bastante suave y jugosa, con sabor  que es subácida y un poco dulce.

## Historia
'Cox's Emperor' es una variedad de ciruela, se dice que se originó en Denbigh en el condado de Denbighshire, en el Norte de Gales (Reino Unido), entre finales del siglo XVIII e inicios del siglo XX.
'Cox's Emperor' está cultivada en la National Fruit Collection (Colección Nacional de Fruta) de Reino Unido, con el número de accesión: 1954 - 2021 y nombre de accesión : Cox's Emperor. Recibido por "The National Fruit Trials" (Probatorio Nacional de Frutas) en 1954.

## Características
'Cox's Emperor' árbol de tamaño mediano, vigoroso, erguido, resistente, variable en productividad. Requiere suelo ligero y una posición soleada. Es auto estéril y necesita una variedad polinizadora para dar cosecha. Tiene un tiempo de floración que comienza a partir del 16 de abril con el 10% de floración, para el 21 de abril tiene una floración completa (80%), y para el 30 de abril tiene un 90% de caída de pétalos.
'Cox's Emperor' tiene una talla de tamaño medio (peso promedio 70,20 g.), de forma ovalada a oblonga, mitades iguales, cavidad poco profunda, estrecha, abrupta, con la sutura muy poco profunda, a menudo una línea, con el ápice redondeado; Epidermis dura, que se separa fácilmente, y la piel color blanquecino con tintes de púrpura sin cubrir la superficie en su totalidad, salpicado de pruina fina blanquecina, puntos numerosos, pequeños, motas doradas; Pedúnculo de longitud medio (promedio 13.76 mm), calibre medio, muy pubescente, bien adherido al fruto;pulpa de color ambarino, textura bastante suave y poco jugosa, con sabor que es subácida y un poco dulce. Cuando se cocina, el sabor se intensifica, se realza el dulzor natural de la ciruela y la textura de la fruta se deshace en la boca si se come caliente.
Hueso semi libre, de forma ovalada alargada, aplanada, las superficies rugosas y profundamente picadas, estrechándose hacia la base y el ápice, sutura ventral fuertemente surcada, con un ala distinta pero no prominente, y la sutura dorsal generalmente ancha y profundamente acanalada.
Su tiempo de recogida de cosecha se inicia en su maduración en la segunda decena de agosto.

## Usos
La ciruela 'Cox's Emperor' se cultiva en el valle de "Clwyd" y está indisolublemente ligada al suelo galés donde la tierra está clasificada como uno de los suelos de un modo natural más fértiles en el Reino Unido. El Valle de Clwyd, con su tierra excelente y su microclima único, produce un alto rendimiento constante de ciruelas.
Si se requieren con fines culinarios, se cosechan a fines de agosto o principios de septiembre.